# Sorigherio
Sorigherio (Sorighee in dialetto milanese) è una frazione di San Donato Milanese situata all'interno del Parco Agricolo Sud Milano. Nonostante Sorigherio sia una frazione a sé, gli abitanti tendono a identificarsi nella limitrofa frazione di Poasco, di cui ormai non si distinguono i confini.

## Storia
Nella suddivisione dei territori milanesi in pievi, Sorigherio apparteneva alla pieve di San Donato. Già connessa a Poasco sotto larghi aspetti, risultò formare con essa un comune unico fin dal Settecento.
Tra il 1808 e il 1816 la frazione di Sorigherio fu aggregata a Milano.
Successivamente, nel 1841, Sorigherio fu associata al comune di Chiaravalle Milanese.
Poi, nel 1923, il comune di Chiaravalle Milanese fu soppresso ed annesso a quello di Milano.
Nel 1932, Sorigherio venne scorporata dal comune di Milano ed aggiunta al comune di San Donato Milanese.

## Infrastrutture e trasporti
La frazione, non assorbita nel complesso abitativo dei comuni limitrofi, è collegata alla città di Milano con la linea bus ATM 77, che parte da San Donato M3, transita dall'Abbazia e dal Cimitero di Chiaravalle e arriva fino a Poasco dove fa capolinea. Il bus transita anche dalla fermata Corvetto della metropolitana.
Altro collegamento da citare è la linea bus ATM 140, che partendo dalla fermata Rogoredo della metropolitana e dall'omonima stazione ferroviaria transita per le frazioni di Sorigherio e Poasco per poi raggiungere il centro di San Donato Milanese.